# Kevin Afghani
Pour les articles homonymes, voir Afghani.
Kevin Zachary Afghani (né le 9 novembre 1996) est un comédien de doublage américain. Il est connu pour être la voix de Mario, Luigi, Wario et Waluigi à partir du jeu Super Mario Bros. Wonder, WarioWare: Move It! et Super Mario Party Jamboree, depuis le départ de Charles Martinet. Il a prêté sa voix au personnage Raditz dans Dragon Ball R&R, une web série Dragon Ball, Cuphead dans la web série Mashed, Arnold dans Genshin Impact, ainsi que Amir dans Warframe. Il a également participé à la voix off de certaines publicités pour la Nintendo Switch.

## Ludographie
- 2020 : Genshin Impact (voix de Arnold)
- 2023 : Super Mario Bros. Wonder (voix de Mario et Luigi)[2]
- 2023 : WarioWare: Move it! (voix de Wario, Mario et Luigi)[3]
- 2024 : Final Fantasy VII Rebirth (voix additionnelles)[5]
- 2024 : Super Mario Party Jamboree (voix de Mario, Luigi, Wario et Waluigi)[6]
- 2024 : Rivals of Aether II (voix de Forsburn)[7]
- 2024 : Mario & Luigi l’épopée fraternelle (voix de Mario et Luigi)
- 2024 : Warframe (voix de Amir)[4]
- 2025 : Mario Kart World (voix de Mario, Luigi, Wario et Waluigi)[8]

## Filmographie
- 2018-2021 : Dragon Ball R&R (voix de Raditz)[9]
- 2020 : Anime Penguin: Red Snow (voix de Spike)[10]
- 2020-2022 : Mashed (voix de Cuphead, Detective, General, Grunt, Boyfriend, et Spike)[11]
- 2022 : Secret History of Cuphead (voix de  Detective, General, et Grunt)[12]